# Viminatium

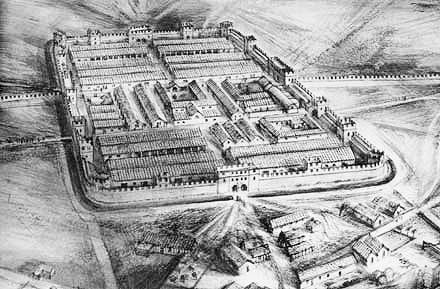
Rekonstruktion des Legionslagers

Viminatium oder Viminacium, auch als Stari Kostolac oder manchmal auch als „Pompeji Serbiens“ bezeichnet, war in der Antike zwischen dem 1. und 6. Jahrhundert eine bedeutende Grenzstadt der römischen Provinz Moesia.
Viminatium gehörte zu den größeren römischen Städten auf der Balkanhalbinsel und war das Hauptlager der römischen Legio VII Claudia. Die archäologische Fundstätte liegt ähnlich wie Carnuntum in Österreich im freien Gelände und ist nicht durch eine moderne Stadt überbaut, was großflächige Untersuchungen ermöglicht.
Im ehemaligen Stadtgebiet befindet sich ein großes Amphitheater und das Mausoleum des römischen Kaisers Hostilian († 251). Weiter befindet sich auf dem Gebiet ein Mammut-Park. In der Umgebung der Stadt fanden in der ausgehenden Spätantike die Schlachten von Viminacium statt.

## Lage
Viminatium war ein Stützpfeiler der römischen Verteidigung gegen von Norden einfallende Barbarenvölker. Sie lag in der Nähe des heutigen Kostolac bei Požarevac im östlichen Serbien, etwa 90 Kilometer südöstlich von der Hauptstadt Belgrad. Hier traf die Via Militaris auf den Donauweg, welcher Sirmium über Viminatium entlang der Donau mit Dorostorum und Troesmis verband.

## Geschichte

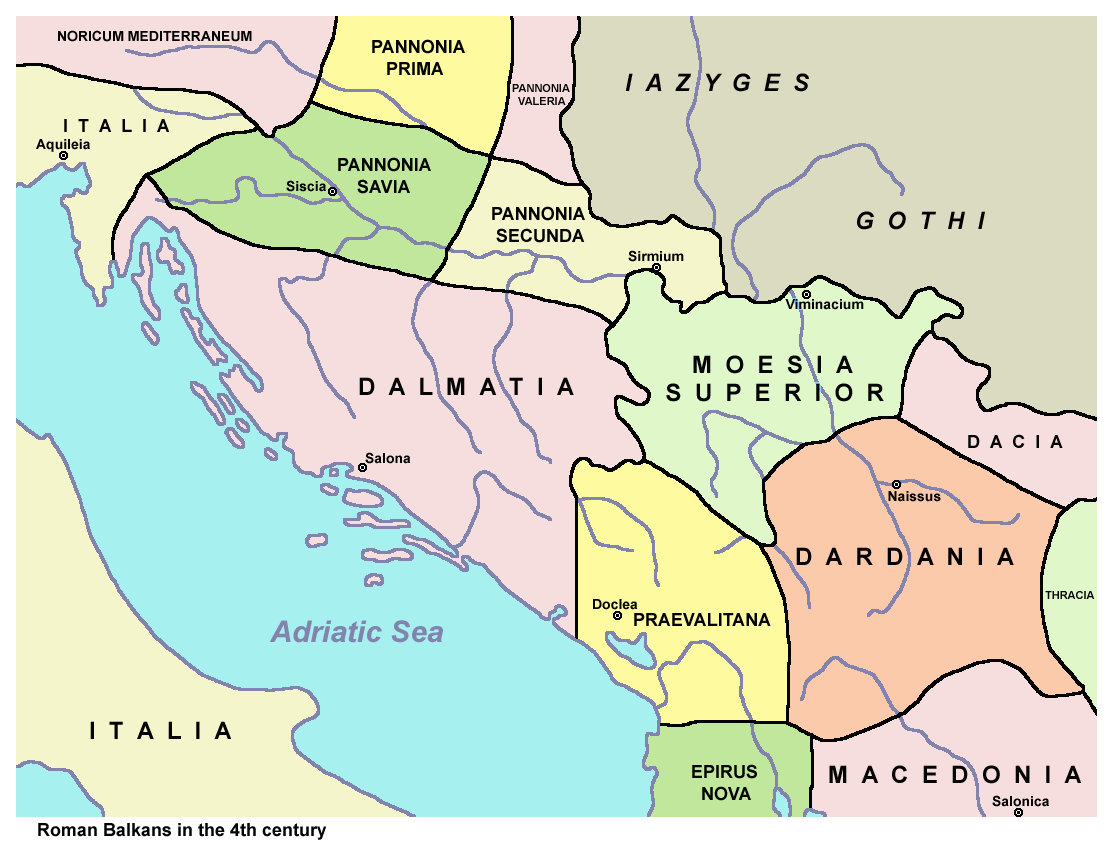
Viminacium im 4. Jahrhundert als Grenzstadt von Moesia superior

Die Siedlung neben dem Lager erlangte während der Herrschaft Hadrians (117–138) den Status eines Municipium, wodurch sie ein gewisses Maß an Autonomie erhielt. Unter der Herrschaft Gordians III. (239) wurde die Stadt in den Stand einer Kolonie römischer Bürger erhoben und erhielt das Recht, lokale Münzen zu prägen. Dies war der höchste Rang, den eine Stadt zu Zeiten des römischen Imperiums erreichen konnte. Viminacium wurde außerdem häufig als Sammelstelle für Truppen und Ausgangspunkt für Feldzüge genutzt.
Im 3. Jahrhundert erlebte die Stadt einen Niedergang infolge der Pest. Im Anschluss an die Morde nach dem Tod Konstantins des Großen trafen sich hier die Kaisersöhne Konstantin II., Constantius II. und Constans, um das Reich unter sich aufzuteilen. Dieses Treffen ist auch als Konferenz von Viminatium bekannt. Um 400 wurde Viminatium von Goten gebrandschatzt, um 440 von Hunnen. Ob die Stadt bereits durch Anastasios I. oder erst unter Justinian wieder aufgebaut und in den Festungsgürtel an der Donau einbezogen wurde, ist nicht bekannt.
584 wurde die Stadt von den Awaren zerstört, doch gelang dem oströmischen Feldherrn Priscus während der Balkanfeldzüge des Maurikios ausgerechnet auf dem nördlichen Donauufer gegenüber von Viminatium 599 erstmals ein großer Sieg über die Awaren in deren eigenem Land. So schuf er die Grundlage für den zunächst noch nicht erkennbaren Niedergang der awarischen Vormachtstellung in Südost- und Osteuropa. Auf ein spätantikes Bistum der Stadt geht das Titularerzbistum Viminacium der römisch-katholischen Kirche zurück.

## Ausgrabungen

### Römische Funde

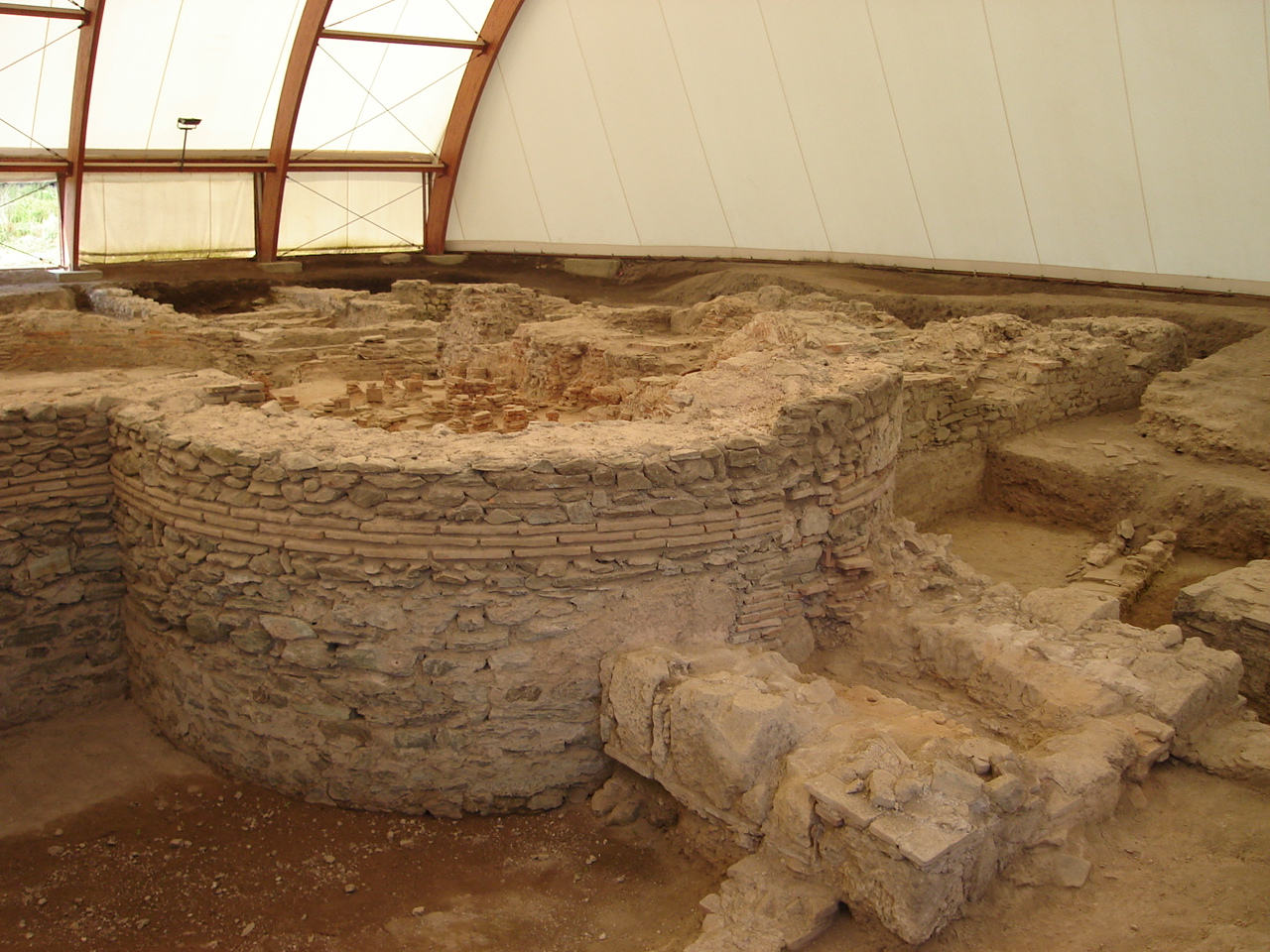
Römische Mauerreste im Archäologischen Park

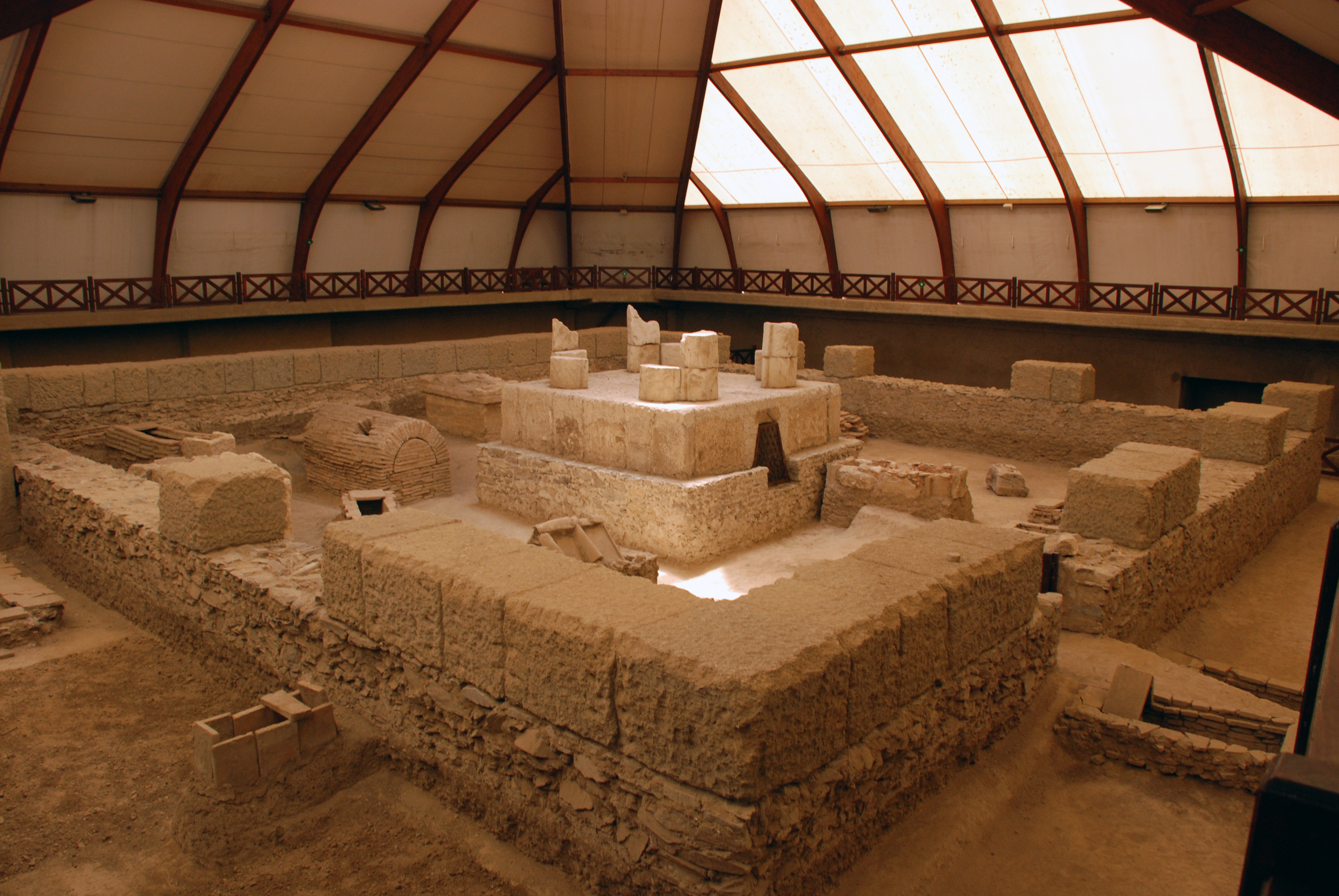
Eine der vielen Grabstätten

Bereits im 19. Jahrhundert begannen in Viminacium erste archäologische Untersuchungen. Zu den bedeutenden Funden gehört der 1899 geborgene Schatz von Viminacium. Intensiviert wurden die Ausgrabungen dann in den letzten 25 Jahren des 20. Jahrhunderts, die bis heute andauern. Bis heute wurden auf dem Gebiet der alten Stadt etwa 14.000 Gräber freigelegt und über 30.000, teils sehr gut erhaltene Objekte aus der römischen Kaiserzeit geborgen. Sie wird deshalb manchmal auch „Pompeji Serbiens“ genannt. Unter anderem wurde die Grabstätte des römischen Soldatenkaisers Hostilian identifiziert. Er wurde 251 nach dem Tod seines Vaters Decius zusammen mit Trebonianus Gallus zum römischen Kaiser proklamiert, regierte nur wenige Monate und starb noch 251 an der Pest. Sein Leichnam wurde vor der Stadt verbrannt und an Ort und Stelle mit ebenfalls verbrannten Beigaben beigesetzt. In der Stadt befand sich eine bedeutende Münzstätte des 3. Jahrhunderts nach Christus, die vor allem Kupfermünzen für den militärisch wichtigen nördlichen Balkanraum prägte.
In den letzten Jahren legte man besonders Wert auf die Erkundung des Amphitheaters, welches fast so groß wie die heutige Belgrader Štark-Arena sein soll. „Wir haben einen Raum von fast 400 Hektar zur Erkundung, wobei wir bloß zwei Prozent des Viminatiums bisher ausgegraben haben“, so der Direktor in Viminatium Miomir Korać. Es wird bewertet, dass Viminatium sehr schnell von Millionen von Touristen besichtigt werde könnte. 2013 wurden hier unter anderem die Überreste eines Kamels aus dem 4. Jahrhundert n. Chr. entdeckt. Teile der Ausgrabungsstätte sind für Besucher und Touristen in Serbien bereits zugänglich.
2020 wurden im Kohletagbau Drmno mehrere Schiffe gefunden, die nach vorläufigen Untersuchungsergebnissen aus der Zeit vom 1. Jahrhundert v. Chr. bis in das 17. Jahrhundert datieren. Ein befahrbarer Donauarm muss daher in diesen Epochen nahe Viminacium verlaufen sein; bei Auffindung lagen die gesunkenen Schiffe mehr als 7 m in der Erde.

### Mammutfunde
Im Jahr 2009 wurden im Drmno-Tagebaurevier in unmittelbarer Nähe der Ausgrabungsstätte in 27 Metern Tiefe das nahezu unversehrte Skelett eines „Vika“ genannten 50 bis 60 Jahre alten Steppenmammuts (Mammuthus trogontherii) entdeckt, nur ein Stoßzahn und der linke Kiefer wurden dabei von einer Baggerschaufel teilweise zerstört sowie einige Rippenknochen beschädigt. Das Tier war etwa 4,5 Meter groß (vier Meter hoch und 5 Meter lang) und wog etwa 10 Tonnen. Das Alter des Fossils wurde zunächst grob auf etwa 1 bis 5 Millionen Jahre geschätzt.
Nach anderen Quellen war das am 28. Mai 2009 in 27 m Tiefe gefundene Steppenmammut etwa 62 Jahre alt und muss etwa 9,5 (9,4 bis 9,7) Tonnen gewogen haben. Nur der linke Schädel und die Stoßzähne wurden bei der Bergung beschädigt. Das Skelett ist etwa 4 m hoch, der Fund datiert in das Alt- bis Mittelpleistozän und ist zwischen 1 Million und 400.000 Jahre alt. Nach dieser Quelle war das Exemplar männlich.
Im Jahr 2012 wurde zunächst die Entdeckung eines weiteren Mammuts an derselben Lokalität  bekannt.
Es stellte sich alsbald heraus, dass man auf einen ganzen Mammutfriedhof von großer wissenschaftlicher Bedeutung gestoßen war. Die Fossilien fanden sich in Gruppen im Abstand von jeweils etwa 30 Metern, so dass man auf bis zu sieben Mammut-Skelette schließen konnte.
Man erwartete daher zusätzlich zu den bis dahin gefundenen Exemplaren Vika und Nosko fünf bis sechs weitere Individuen; eines davon war nur ca. 10 Meter vom Fundort von Vika entfernt.
Vier der nach Vika gefundenen Exemplare waren männliche Wollhaarmammuts (Mammuthus primigenius) und viel jünger: ca. 180.000 Jahre (bzw. 126.000–10.000).
Drei der nach Vika und Nosko gefundenen Individuen wurden Trbuško, Mapi und Džomla getauft, insgesamt also fünf.
Diese stammen aber aus Lössschichten des oberen Pleistozäns und sind daher vorläufig auf zwischen 126.000–10.000 Jahre vor Chr. bestimmt. Die Tiere könnten in einem Sumpfgebiet, auf einer Insel im Pannonischen See, oder im Morava-Delta am sich zurückziehenden Pannonischen See ihr Ende gefunden haben.
Die Bedeutung dieses Mammutfriedhofs ergibt sich daraus, dass bis dato weltweit nur etwa zwanzig bis dreißig Mammuts gefunden wurden, die meisten davon im 19. Jahrhundert und überwiegend in Sibirien inklusive der Wrangelinsel.
Im Juni 2014 wurde die Präsentation der Funde im ersten Mammutpark in Europa eröffnet. Das 2009 gefundene Exemplar Vika (kyrillisch Вика) befindet sich am Fundort etwa 30 Meter unter der Erde auf einer überdachten Fläche von 1.200 Quadratmetern (unterirdischer Teil). Der gesamte Mammutpark soll einmal eine Fläche von 10.000 m² umfassen. Damit wollte man das Ambiente beibehalten, in dem das Steppenmammut hunderttausende von Jahren begraben lag. Neben diesem Steppenmammut beinhaltet es noch vier weitere Mammuts. Vika ist das einzige Mammutskelett bzw. diese fünf sind die einzigen Mammuts, die direkt am Fundort ausgestellt sind, denn alle anderen befinden sich in Museen weit von ihren Fundorten entfernt.